# Alexander Weise
Alexander Weise (* 1974 in Datteln) ist ein deutscher Schauspieler und Regisseur.

## Leben
Während der Schulzeit machte Weise eine Ausbildung zum C-Kirchenmusiker in Recklinghausen. Nach einem Studium der Germanistik und Ev. Theologie und der Teilnahme an freien Theatergruppen entdeckte er die Schauspielerei für sich und begann 1997 sein Studium an der Westfälischen Schauspielschule Bochum. Schließlich folgten Engagements am Schauspielhaus Bochum unter den Intendanzen von Leander Haußmann und Matthias Hartmann sowie am Schauspielhaus Graz (2001–2004) unter der Intendanz von Matthias Fontheim.
2005 folgten zahlreiche Gast- und Festengagements an deutschen Bühnen, unter anderem am Schauspiel Frankfurt, am Staatstheater Stuttgart, am Schauspiel Bonn, am Theater Ingolstadt, am Theater Erlangen, an der Volksbühne Berlin, am Maxim Gorki Theater, am Staatstheater Dresden, beim Theater und Orchester Heidelberg, in den Sophiensaelen Berlin oder am Metropoltheater (München), sowie zwischen 2016 und 2019 am Residenztheater München in der Inszenierung von Die Räuber, Regie: Ulrich Rasche.
Sein Kameradebüt gab er 2002 im Kinofilm Die Frau, die an Dr. Fabian zweifelte. Es folgten zahlreiche Fernsehauftritte unter anderem in alphateam – Die Lebensretter im OP, Die Rettungsflieger, SOKO Leipzig, Siebenstein, Heldt, Jenny – echt gerecht, oder Letzte Spur Berlin. Im Fernsehfilm Der Liebhaber meiner Frau spielte er u. a. an der Seite von Alice Dwyer, Christian Kohlund und Suzanne von Borsody.
In der zweiten Staffel von Andere Eltern verkörpert er seit 2019 den Tourneemanager Uwe. In der dritten Staffel Deutschland '89 einen Bankangestellten. Außerdem ist er in der zweiten Staffel von Blutige Anfänger sowie an der Seite von Stephan Kampwirth als Konstantin in dem Fernsehfilm Neben der Spur ist auch ein Weg, bei In aller Freundschaft – Die jungen Ärzte und SOKO Wismar zu sehen. In Ein Sommer am Gardasee arbeitete er zum ersten Mal mit der Regisseurin Stefanie Sycholt zusammen. In dem Kinofilm Wann wird es endlich wieder so wie es nie war spielt er Marlenes Vater. Seit 2011 erarbeitet er auch regelmäßig Sprechchöre für Theaterproduktionen, u. a. für Die Räuber und Das große Heft, deren Inszenierungen 2017 bzw. 2019 zum Theatertreffen nach Berlin eingeladen worden sind. Die Räuber wurde 2017 mit dem Nestroy-Preis für die beste deutschsprachige Aufführung ausgezeichnet.
2020/21 inszeniert er zum ersten Mal selbst — die Fusion der gleichnamigen Romane von Édouard Louis Das Ende von Eddy oder Wer hat meinen Vater umgebracht, einem chorischen Theaterprojekt mit Jugendlichen und Schauspielern. In Das Ende von Eddy erzählen hierbei professionelle Schauspieler wie Jugendliche gleichermaßen die Kindheitsgeschichte von Eddy, während in Wer hat meinen Vater umgebracht Schauspieler wie Alexander Fehling, Jonathan Berlin, Michael Rotschopf oder Franz Hartwig als der erfolgreiche Schriftsteller aus der Großstadt an den Ort der Vergangenheit zurückkehren und sich ihrem Ursprung noch einmal neu stellen.
Im Februar 2021 outete er sich im Rahmen der Initiative ActOut im SZ-Magazin mit 185 anderen lesbischen, schwulen, bisexuellen, queeren, nicht-binären und trans* Schauspielern.
Seit 2019 engagiert er sich bei Schule ohne Rassismus als Pate des Comenius Gymnasium Datteln für Vielfalt und Gleichheit im Bildungswesen.

## Filmografie (Auswahl)
- 2002: Glatze in Die Frau, die an Dr. Fabian zweifelte, Regie: Andi Rogenhagen
- 2002: Alphateam – Die Lebensretter im OP, Regie: Norbert Schultze junior
- 2004: Die Liebe hat das letzte Wort, Regie: Ariane Zeller
- 2005: Die Rettungsflieger, Regie: Thomas Nikel
- 2008: Warum du schöne Augen hast, Regie: Yannis Banuls-Bieler
- 2014: Die Rückkehr, Regie: Aliaksei Paluyan
- 2015: Siebenstein, Regie: Ahrend Aghte
- 2016: Familienurlaub, Regie: Fabian Giessler
- 2016: SOKO Leipzig, Regie: Herwig Fischer
- 2018: Morgen kommt ein neuer Tag, Regie: Emma Sauter
- 2018: Bounce, Regie: Tobias Karbe
- 2018: Heldt, Regie: Heinz Dietz
- 2018: Jenny – echt gerecht, Regie: Oliver Schmitz
- 2018: Der Liebhaber meiner Frau, Regie: Dirk Kummer
- 2019: Nachtschwestern, Regie: Chris Heininger
- 2019: A dark in the light, Regie: Tobias Karbe
- 2019: Andere Eltern, Regie: Lutz Heineking jr.
- 2019: Letzte Spur Berlin, Regie: Peter Ladkani
- 2019: Deutschland 89, Regie: Soleen Yusef
- 2020: Der Liebhaber meiner Frau, Regie: Dirk Kummer
- 2020: Blutige Anfänger, Regie: Gero Weinreuther
- 2020: Neben der Spur ist auch ein Weg, Regie: Anna Justice
- 2021: SOKO Wismar, Regie: Sascha Thiel
- 2021: In aller Freundschaft – Die jungen Ärzte, Regie: Daniel Anderson
- 2021: Die drei von der Tankstelle, Regie: Hagen Bogdanski
- 2021: Morden im Norden, Regie: Dirk Pientka
- 2022: Ein Sommer am Gardasee, Regie: Stefanie Sycholt
- 2022: Neben der Spur ist auch ein Weg, Regie: Anna Justice, Ed Herzog
- 2022: Aktenzeichen XY ungelöst, Regie: Thomas Pauli
- 2022: Notruf Hafenkante, Regie: Gudrun Scheerer
- 2022: Die Drei von der Müllabfuhr, Regie: Hagen Bogdanski
- 2023: Wann wird es endlich wieder so, wie es nie war, Regie: Sonja Heiss
- 2023, 2024: SOKO Hamburg, Regie: Steffen Heidenreich
- 2023: WaPo Elbe, Regie: Edzard Onneken
- 2023: Szene Report, Regie: Hannes Rademacher
- 2024: MclenBurger, Regie: Markus Herling
- 2024: SOKO Stuttgart, Regie: Patrick Winczewski
- 2025: WaPo Elbe (Fernsehserie, Folge Tödliches Klima), Regie: Edzard Onneken
- 2025: Tatort Licht, Regie: Rick Ostermann

## Theater (Auszug)
- 1999: Schauspielhaus Bochum – Claudio in Mass für Mass, Regie: Leander Haußmann
- 2001: Schauspielhaus Graz – Theobald Maske in Die Hose, Regie: Volker Lösch
- 2001: Schauspielhaus Graz – Alwa in Lulu, Regie: Matthias Fontheim
- 2001: Schauspielhaus Graz – Konrad in Shockheaded Peter, Regie: Gil Mehmert
- 2002: Schauspielhaus Graz – Der Junge in Der Name, Regie: Stephan Lohse
- 2002: Schauspielhaus Graz – Nickler in Der alte Mann mit der jungen Frau, Regie: Andreas Vitásek
- 2003: Schauspielhaus Graz – Moritz Stiefel in Frühlings Erwachen, Regie: Robert Schmidt
- 2003: Schauspielhaus Graz – Zwirn in Der böse Geist Lumpazivagabundus, Regie: Thomas Reichert
- 2005: Staatstheater Kassel – Schweizer in Die Räuber, Regie: Schirin Khodadadian
- 2006: Sophiensaele Berlin – Gonzo in Außer Atem, Regie: Sebastian Schug
- 2007: Schauspiel Bonn – Gasparo in Weisse Teufel, Regie: Matthias Kaschig
- 2008: Theater und Orchester Heidelberg – Narr Feste in Was ihr wollt, Regie: Sebastian Schug
- 2008: Staatstheater Dresden – Old Shatterhand in Elbindianer, Regie: Nina Gühlstorff
- 2009: Maxim Gorki Theater – Mann in Deutsches Hysterisches Museum, Regie: Carolin Hofmann
- 2009: Gripstheater Berlin – Peter in Max und Milli, Regie: Rüdiger Wandel
- 2009: Volksbühne Berlin – Matrose in Seestücke, Regie: Ulrich Rasche
- 2010: Schauspiel Frankfurt – Chor in Wilhelm Meister, Regie: Ulrich Rasche
- 2011: Theater Erlangen – C1 in Antigone Regie: Schirin Khodadadian
- 2012: Staatstheater Kassel – Richter Danforth in Hexenjagd, Regie: Patrick Schlösser
- 2012: Staatstheater Kassel – Ekart in Baal, Regie: Maik Priebe
- 2012: Staatstheater Kassel – Shylock und Malvolio in Der Kaufmann von Venedig und sein Traum von Was ihr wollt, Regie: Patrick Schlösser
- 2012: Staatstheater Kassel – Schwarz und Jack in Lulu, Regie: Sebastian Schug
- 2013: Staatstheater Kassel – Camille in Dantons Tod, Regie: Gustav Rueb
- 2013: Staatstheater Kassel – Roman in Wir lieben und wissen nichts, Regie: Markus Dietz
- 2013: Staatstheater Kassel – Trofimov in Der Kirschgarten Regie: Patrick Schlösser
- 2013: Staatstheater Kassel – Karl VII. in Johanna von Orleans, Regie: Gustav Rueb
- 2014: Staatstheater Kassel – Carluccio in Der Impresario von Smyrna, Regie: Schirin Khodadadian
- 2014: Staatstheater Kassel – Ben Grimmberger in Im tiefen Tal der Todeskralle (UA), Regie: Patrick Schlösser
- 2014: Staatstheater Kassel – Tournel in Floh im Ohr, Regie: Markus Dietz
- 2015: Staatstheater Kassel – Gregor in Immer noch Sturm, Regie: Marco Štorman
- 2015: Schauspiel Frankfurt – Heráult in Dantons Tod, Regie: Ulrich Rasche
- 2016: Residenztheater München – Schufterle in Die Räuber, Regie: Ulrich Rasche

## Sprechchöre
- 2011: Staatstheater Stuttgart – 30. September, Regie: Ulrich Rasche
- 2012: Staatstheater Kassel – Der Kaufmann von Venedig und sein Traum von Was ihr wollt, Regie: Patrick Schlösser
- 2013: Staatstheater Kassel – Dantons Tod, Regie: Gustav Rueb
- 2015: Schauspiel Frankfurt – Dantons Tod, Regie: Ulrich Rasche
- 2016: Residenztheater München – Die Räuber, Regie: Ulrich Rasche
- 2017: Schauspiel Frankfurt – Sieben gegen Theben/Antigone, Regie: Ulrich Rasche
- 2017: Theater Magdeburg – Antigone und Ödipus, Regie: Cornelia Crombholz
- 2017: Residenztheater München – Phädras Nacht, Regie: Martin Kušej
- 2018: Staatstheater Dresden – Das große Heft, Regie: Ulrich Rasche
- 2018: Ruhrfestspiele Recklinghausen – Die Präsidentin, Regie: Cornelia Crombholz
- 2020: Residenztheater München – Medea, Regie: Karin Henkel
- 2022: Deutsches Schauspielhaus Hamburg – Macbeth, Regie: Karin Henkel
- 2023: Salzburger Festspiele Kammerspiele München – Liebe, Haneke, Regie: Karin Henkel
- 2023: Deutsches Schauspielhaus Hamburg – Ödipus, Roland Schimmelpfennig, Regie: Karin Beier
- 2024: Residenztheater München – Das Schloß, Franz Kafka, Regie: Karin Henkel
- 2024: Theater Ingolstadt – Haus ohne Ruhe, Zinnie Harris, Regie: Jochen Schölch
- 2024: Metropoltheater (München) – Geld oder Leben, Ulf Schmidt, Regie: Jochen Schölch
- 2024: Burgtheater Wien – Hamlet, William Shakespeare, Regie: Karin Henkel

## Regie
- 2021: Wabe – Das Ende von Eddy oder Wer hat meinen Vater umgebracht von Édouard Louis, Regie: Alexander Weise
- 2022: Theater im Delphi – Rights for Children. Die UN-Kinderrechtskonvention als Chortheaterprojekt mit Kindern, Jugendlichen und einem Schauspieler, Regie: Alexander Weise
- 2023: Stadttheater Fürth – ER.SIE.ES. von Karen Köhler, Regie: Alexander Weise
- 2024: Metropoltheater (München) – Der Fiskus von Felizia Zeller, Regie: Alexander Weise
- 2025: Deutsches Theater Göttingen – Leben-Entstehen-Vergehen, ein Chorprojekt, Regie: Alexander Weise
- 2025: Metropoltheater (München)  – Chronik der laufenden Entgleisungen von Thomas Köck, Regie: Alexander Weise